# Associação Inglesa de Voleibol
A Associação Inglesa de Voleibol  (em inglês:English Volleyball Association EVA) é  uma organização fundada em 1964 que governa a pratica de voleibol nas Inglaterra, sendo membro da Federação Internacional de Voleibol e da Confederação Européia de Voleibol, a entidade é responsável por  organizar  os campeonatos nacionais de  voleibol masculino e feminino no país.